# Maria Bukowska
Maria Bukowska (* 30. März 1991) ist eine polnische Biathletin.
Maria Bukowska von BKS WP Kościelisko gab ihr internationales Debüt bei einem Rennen im IBU-Cup zu Beginn der Saison 2008/09 in Obertilliach, wo sie 65. wurde. In Canmore nahm sie an den Biathlon-Juniorenweltmeisterschaften 2009 teil und wurde dort 27. des Einzels, 30. des Sprints und der Verfolgung sowie mit Katarzyna Leja und Monika Hojnisz Siebte des Staffelrennens. Es folgte die Teilnahme an den Skiroller-Wettbewerben der Juniorinnen bei den Sommerbiathlon-Weltmeisterschaften 2009 in Oberhof, bei denen Bukowska im Sprint auf den 22. Platz lief, das Verfolgungsrennen aber nicht beenden konnte, weil sie überrundet wurde. Mit der Staffel erreichte sie den achten Rang. In Torsby nahm die Polin 2010 erneut an den Junioren-Weltmeisterschaften teil und belegte die Plätze 17 im Sprint, acht in Verfolgung und Einzel sowie sechs mit Hojnisz und Anna Mąka im Staffelrennen. Kurz darauf lief Bukowska auch bei den Juniorenrennen der Biathlon-Europameisterschaften 2010 in Otepää. In Estland erreichte die Polin die Ränge 13 im Einzel, 23 im Sprint, 26 in der Verfolgung sowie acht mit der polnischen Mixed-Staffel. Auch bei den Sommerbiathlon-Europameisterschaften 2010 wurde sie zunächst bei den Rennen der Juniorinnen eingesetzt. Bukowska wurde 16. im Sprint bei nur zwei Fehlschüssen. In der Verfolgung verbesserte sie sich um einen Rang und traf dabei mit nur einem der 20 Schüsse nicht das Ziel. Für die Mixed-Staffel wurde Bukowska daraufhin an die Seite von Katarzyna Leja, Tomasz Puda und Mateusz Wieczorek berufen. Als Startläuferin setzte sie mit einer guten Schießleistung die Grundlage für ein gutes Resultat, das Leja mit einer schlechten Schießleistung wieder vergab, womit Polens Staffel am Ende Sechste wurde.
National gewann Bukowska mit der Staffel ihres Vereins BKS WP Kościelisko bei den Polnischen Meisterschaften im Biathlon 2009 in Wisła die Bronzemedaille.